# Socialdemokratska stranka Hrvaške
Socialdemokratska stranka Hrvaške (hrvaško Socijaldemokratska partija Hrvatske, kratica SDP) je politična stranka v Republiki Hrvaški, ki je glede na svoje delovanje in ideološke usmeritve umeščena na levo stran političnega spektra. S 35.000 člani se po velikosti uvršča na drugo mesto, za Hrvaško demokratsko skupnost (HDZ). Stranka je pravna naslednica nekdanje Zveze komunistov Hrvaške, s prestrukturiranjem katere je leta 1990 izšla kot Zveza komunistov Hrvaške - Stranka demokratične prenove (SKH-SDP). Današnje ime si je nadela na kongresu leta 1993. Stranka je polnopravna članica Stranke evropskih socialistov (PES), Socialistične internacionale (SI) in Progresivne alianse (PA). Na zadnjih volitvah v hrvaški parlament je osvojila 34 poslanskih mest, vendar se je njihovo število zaradi notranjih sporov, ki so pripeljali do razpada poslanske skupine, tekom mandata zmanjšalo na 14. Stranko v Evropskem parlamentu predstavljajo 4 poslanci. Njen trenutni predsednik je Peđa Grbin.
SDP je od osamosvojitve države oblikovala dve hrvaški vladi, ki sta ju vodila Ivica Račan (2000–2003) in Zoran Milanović (2011–2015). 

## Predsedniki stranke
| #  | Portret | Predsednik (rojstvo–smrt)     | Mandat  | Mandat |
| #  | Portret | Predsednik (rojstvo–smrt)     | Začetek | Konec  |
| -- | ------- | ----------------------------- | ------- | ------ |
| 1. |         | Ivica Račan (1944–2003)       | 1990    | 2007   |
|    |         | Željka Antunić (v.d.) (1955)  | 2007    | 2007   |
| 2. |         | Zoran Milanović (1966)        | 2007    | 2016   |
| 3. |         | Davor Bernardić (1980)        | 2016    | 2020   |
|    |         | Zlatko Komadina (v.d.) (1958) | 2020    | 2020   |
| 4. |         | Peđa Grbin (1979)             | 2020    | 2024   |
| 5. |         | Siniša Hajdaš Dončić (1974)   | 2024    | danes  |

## Zastopanost v Saboru
Na prvih demokratičnih volitvah 1990 je bilo v 351-članski Hrvaški Sabor izvoljenih 107 predstavnikov takratne SKH-SDP. Na naslednjih volitvah je bilo število vseh sedežev zmanjšano na 138, leta 1995 pa na 127. Od leta 2000 ima parlament 151 sedežev.

## Podpora volivcev
Strankina podpora na državni ravni se v zadnjih desetih letih od rekordne zmage na volitvah leta 2011 postopno zmanjšuje. Delen upad podpore je mogoče zaznati tudi na regionalni ravni, kar se kaže z zniževanjem števila županij, v katerih koalicijske zveze vodijo župani iz kvote SDP. Kljub temu obstajajo področja, v katerih podpora volivcev ostaja izrazito visoka. Med slednjimi izstopajo regije Kvarner z mestom Reka, Hrvaško Zagorje s centrom v Krapini in vzhodni del Bilogore s središčem v Koprivnici. Podpora stranki se je v primerjavi z obdobjem po osamosvojitvi najbolj izrazito zmanjšala v velikih mestih (Zagreb, Split in Osijek), med katerimi SDP obvladuje le še Reko. Slednje se je zaradi dolgoletne naklonjenosti socialni demokraciji prijelo ime Rdeča Reka (hr. Crvena Rijeka).